# Красногорское городское поселение (Брянская область)
Красного́рское городское поселение — муниципальное образование в восточной части Красногорского района Брянской области.
Административный центр — посёлок городского типа Красная Гора.

## История
Образовано в результате проведения муниципальной реформы в 2005 году, путём слияния дореформенного Красногорского поссовета, Батуровского и Селецкого сельсоветов.

## Население
| 2009  | 2010  | 2011  | 2012  | 2013  | 2014  | 2015  |
| ----- | ----- | ----- | ----- | ----- | ----- | ----- |
| 6241  | ↗6367 | ↘6306 | ↘6252 | ↘6199 | ↗6448 | ↗6585 |
| 2016  | 2017  | 2018  | 2019  | 2020  | 2021  |       |
| ↗6658 | ↗6690 | ↗6698 | ↘6602 | ↘6526 | ↘5691 |       |

## Населённые пункты
| № | Населённый пункт | Тип     | Население |
| - | ---------------- | ------- | --------- |
| 1 | Батуровка        | деревня | ↗190      |
| 2 | Великоудебное    | село    | ↗33       |
| 3 | Даниловка        | посёлок | →0        |
| 4 | Дубенец          | деревня | ↗157      |
| 5 | Заглодье         | посёлок | ↗1        |
| 6 | Красная Гора     | пгт     | ↘5504     |
| 7 | Новая Москва     | посёлок | →5        |
| 8 | Селец            | деревня | ↘190      |
| 9 | Щедрин           | посёлок | ↘13       |

## Катастрофа на Чернобыльской АЭС
В результате аварии на Чернобыльской АЭС 26 апреля 1986 года территория западной части района была загрязнена долгоживущими радионуклидами: плутонием, америцием, строением, цезием.
Согласно постановлению Правительства РФ:
III. Зона проживания с правом на отселение
- Красногорское городское поселение — пос. Красная Гора, дер. Батуровка, дер. Дубенец, пос. Заглодье, дер. Селец, с. Великоудебное